# Komaszówka (gmina Augustów)
Komaszówka – wieś w Polsce położona w województwie podlaskim, w powiecie augustowskim, w gminie Augustów.
Wieś królewska ekonomii grodzieńskiej położona była w końcu XVIII wieku w powiecie grodzieńskim województwa trockiego. W latach 1975–1998 miejscowość należała administracyjnie do województwa suwalskiego.